# Drypetes porteri
Drypetes porteri là một loài thực vật có hoa trong họ Putranjivaceae. Loài này được (Gamble) Pax & K.Hoffm. mô tả khoa học đầu tiên năm 1922.